# 魏玉明
魏玉明（1924年—），男，山西榆社人，中华人民共和国政治人物，曾任中华人民共和国对外经济贸易部副部长，第八届全国政协委员。